# Husarz wędrowny
Husarz wędrowny (Anax ephippiger) – migrujący gatunek ważki różnoskrzydłej z rodziny żagnicowatych (Aeshnidae). Jest szeroko rozprzestrzeniony w Afryce, pojawia się też na Bliskim Wschodzie, w południowo-zachodniej Azji i w Europie.
Długość ciała 60–61 mm. Długość tylnego skrzydła 44–45 mm.
Do Polski zalatuje wiosną z korzystnymi prądami powietrza, odnotowany po raz pierwszy w I połowie lat 90. XX wieku. Wyglądem przypomina husarza mniejszego (Anax parthenope), z którym może być mylony. Husarz wędrowny różni się od mniejszego piaskowym tułowiem (brązowo-fioletowy u husarza mniejszego) oraz brakiem rożków na głowie (husarz mniejszy ma 2 rożki). Polską nazwę zwyczajową gatunku zaproponował Rafał Bernard.
Na terenie Polski imagines pojawiają się od maja do października, jesienią występuje II pokolenie.